# Rakłowice
Rakłowice – wieś w Polsce położona w województwie dolnośląskim, w powiecie milickim, w gminie Cieszków.

## Historia
Rakłowice lokowane zostały w XVI wieku, a ich miano wiąże się z rodziną Rackelów. W 1600 roku Joachim von Maltzan wystawił Balcerowi Rackelowi von Daubitz akt poświadczający posiadanie przez niego wsi folwarczanej zwanej Rackeldorf. W Rakłowicach stanowił niegdyś całość z Dziadkowem. Miejscowość należała w połowie XVII wieku do parafii w Miliczu. Tak też było w 1724 roku. Później znacznie 1952 r. wchodziła w obręb parafii Cieszków, a od 1979 r. należy do parafii Pakosławsku.
W połowie XIX wieku we wsi były 22 budynki mieszkalne zamieszkałe przez 165 osób. Z tej liczby 6 było katolikami. W tym czasie, w rejonie wsi istniała smolarnia - jedna z nielicznych w nadbaryckim regionie. Wieś zalicza się do ulicówek - o tyle specyficznych, że dwuczęściowych. Właścicielami Rakłowic w połowie XIX w. byli Reichenbachowie, władający mniejszym wolnym państwem stanowym Nowe Grodno - Wierzchowice. w 1939 roku Rakłowice (Rackeldorf) stanowiły jedną gminę wespół z Dziadkowem.
W latach 1954-1959 wieś była siedzibą gromady Rakłowice, po jej zniesieniu w gromadzie Cieszków. W latach 1975–1998 miejscowość administracyjnie należała do województwa wrocławskiego.

## Demografia
W 2011 r. wieś zamieszkiwało 143 osób, jej obręb liczył około 2,66 km².